# 安東尼奧·坎波斯 (運動員)
安東尼奧·坎波斯（西班牙語：Antonio Campos，1951年4月19日—）是一名西班牙男子田徑運動員。他曾代表西班牙參加1976年夏季奧林匹克運動會男子3000公尺障礙賽，獲得第八名。